# المسن (المفلحي)

تعديل مصدري - تعديل

المسن هي إحدى قرى عزلة المفلحي بمديرية المفلحي التابعة لمحافظة لحج، بلغ تعداد سكانها 314 نسمة حسب تعداد اليمن لعام 2004.